# 堀川千華
堀川千華（日语：堀川 千華，5月15日—），日本女性配音員。出身於兵庫縣川西市。A型血。

## 人物簡介
現為自由身，以前在經紀公司Holy Peak所屬時期藝名鹿嶋愛（鹿嶋あい (かしま あい)），2009年12月進入Production Ace，至2013年6月30日退出。

## 演出作品
※粗體字表示說明飾演的主要角色。

### 電視動畫
2008年
- 食靈 -零-（柳瀨千鶴[4]）

2009年
- KIDDY GiRL-AND（貝里[4]）
- 仰望天空的少女瞳中的世界（小野以知子[4]）

2011年
- R-15（冥銚子）
- 天魔黑兔（碧水泉[5]、學生、女學生）
- 這樣算是殭屍嗎？（學生）
- 死囚樂園（春日今日子[6]）
- 日常（立花美里[7]）
- 結界女王（潘朵拉A）

2012年
- 槍械少女!!（MP5A2）[注 1]

2013年
- 碧陽學園學生會議事錄 Lv.2（曲棍球社社長）[注 2]

2014年
- 東京ESP（リニエ、花子）

### 電影動畫
2009年
- 天上人與亞克托人最後的戰鬥（小野以知子[4]）

2010年
- 加菲貓3D（Arlene／Star Lina〈Audrey Wasilewski 配音〉[4]）[注 3]

### 遊戲
2011年
- 天魔黑兔 Portable（碧水泉[4]）
- 日常〈宇宙人〉（立花美里[8]）

### 外語配音

#### 電影／電視影集
| 作品年份 | 作品名稱     | 配演角色 | 演員          | 媒介       |
| -------- | ------------ | -------- | ------------- | ---------- |
| 2012     | 十二生肖     | 凱蒂     | 凱瑟琳·戴雪兒 | BD&DVD版本 |
| 2013     | 警察故事2013 | 小薇     | 古力娜扎      | BD&DVD版本 |
| 2016     | 絕地逃亡     | 娜塔莉雅 | 薩拉·福斯伯格 | DVD版本    |
| 2016     | 謊言西西里   | －       | －            | DVD版本    |
| 2017     | 功夫瑜伽     | 女學生   | －            | BD&DVD版本 |

#### 動畫
- 加菲貓3D（艾蓮／Starlena〈奧黛麗·瓦西勞斯基（英语：Audrey Wasilewski） 配音〉）

### 廣播節目
- 魔力寶貝2 （音泉廣播）[4]
- 超！A&G！！（文化放送）[4]

### 舞台
- 塔[4]
- 24瞳[4]
- ani★yume 2nd Season 東京惠比壽AMG劇院定期公演（正規演出：2009年12月25日－2010年5月1日）

### 旁白
- 《神奇寶貝鑽石&珍珠》片尾曲「風的信息」的廣告旁白
- 京都動畫自製廣告《京阿尼商店》的旁白

### CD
- 電視動畫『KIDDY GiRL-AND』角色歌曲
  - Vol.4 Alisa&Belle&Mi nourose（Alisa（相澤舞）&Belle&Mi nourose（白石稔）。LACM-4692，2010年2月24日發行）
- 電視動畫『日常』角色歌曲
  - 8 !!（立花美里。LACM-4847，2011年9月7日發行）

## 腳註

## 外部連結
- Production Ace所屬期間的聲優簡介 （日語）（2013年5月1日存於互聯網檔案館）
- （日語）－堀川千華的官方個人部落格。
- 堀川千華的X（前Twitter） （日語）